# Xylophaga japonica
Xylophaga japonica is een tweekleppigensoort uit de familie van de Pholadidae. De wetenschappelijke naam van de soort is voor het eerst geldig gepubliceerd in 1950 door Taki & Habe.